# Ants Laikmaa
Ants Laikmaa (ur. 5 maja 1866 w Araste, zm. 1942 w Kadarpiku) – estoński malarz, publicysta i teoretyk sztuki. Partner życiowy Marie Under, jednej z najważniejszych poetek estońskich.
Wywodził się z biednej rodziny. Był trzynastym dzieckiem swoich rodziców. W latach 1891–1893 studiował w Akademii Sztuki w Düsseldorfie. W 1899 wrócił do Estonii. W 1901 roku zorganizował pierwszą w Estonii wystawę sztuki. Dwa lata później założył szkołę artystyczną w Tartu. W 1906 zorganizował wystawę sztuki w tym mieście. Po zmianach politycznych po roku 1906 Ants Laikmaa opuścił Estonię. Mieszkał we Włoszech, na Sycylii i w Tunezji. W 1913 roku wrócił do Tallinna. Oprócz twórczości malarskiej zajął się także popularyzacją sztuki i edukacją artystyczną. W 1931 roku przeprowadził się na farmę w Kadarpiku, gdzie zamieszkał w zaprojektowanym przez siebie domu (nad domem pracował od 1923 roku, jednak tak często zmieniał projekt, że za nie zdążył przed śmiercią nadać mu ostatecznego kształtu). Zmarł w 1942 roku. Jego życzeniem było być pochowanym w ogrodzie otaczającym dom. W latach 60. XX wieku dom w Kardapiku zamieniono na poświęcone malarzowi muzeum.